# 多彩纽蛛
多彩纽蛛（学名：Telamonia festiva）为跳蛛科纽蛛属的动物。分布于东南亚地区以及中国大陆的湘西、广西、云南等地。